# 双日
双日株式会社（そうじつ、英: Sojitz Corporation）は、東京都千代田区内幸町に本社を置く、日本の総合商社。スローガンは「New Way , New Value」、「Hassojitz（ハッソウジツ）」。日経平均株価およびJPX日経インデックス400の構成銘柄の一つ。鈴木商店の流れを汲む。

## 概要
前身は日商岩井とニチメンであり、両者はともに十大商社（三菱商事、三井物産、伊藤忠商事、住友商事、丸紅、日商岩井、トーメン、ニチメン、兼松、安宅産業）に数えられた。現在は、七大商社（三菱商事、三井物産、伊藤忠商事、住友商事、丸紅、豊田通商、双日）の一角を占める。社名は、母体がニチメン（日綿實業）、日商岩井という、ともに「日」を頭文字とする商社2社であったことに由来する。ロゴマークは、双日の双の漢字を模している。総合商社の中でも非資源事業に注力している点が特徴的で、過去10年間で6500億円以上の投資の結果、現在収益の74%を占める。

旧：三和銀行(後のUFJ銀行→現：三菱UFJ銀行）を主力取引銀行とするため、三和グループに属しており三和グループの企業が加盟する三水会とその後身社長会である水曜会およびみどり会の会員企業である。また、前身企業の日商岩井からの流れで三和グループに加えて第一勧銀グループの三金会、旧岩井商店系の企業で構成される最勝会グループに重複加盟している。現在、大輪会にも所属していて、りそな銀行とも親密である。

## ビジネス概要

### 機械部門
アジア・北米における交通プロジェクト、世界各国での自動車の組み立て・販売事業（スズキ・三菱・スバル・ヒュンダイ・いすゞ等）などを行っている。40年以上にわたり汎用性の高い中・小型ばら積み船を中心とした船舶保有事業も続けている。2012年10月にはガーナにおいてサブサハラ初の海水淡水化案件にも参画、アフリカインフラ案件の先駆者でもある。

### 宇宙航空部門
双日エアロスペースが、ボーイング、ボンバルディア、RUAG エアロスペースなどの代理店となっている。半世紀以上にわたりボーイング社と一体となって民間航空機の販売活動に携わっており、その国内シェアは85%以上に達している。
代理店の他にもビジネスジェットの運航会社を設立していたが、2018年にはANAホールディングスと共同でチャーター便専門の航空会社『ANAビジネスジェット』を設立した。

### エネルギー・金属部門
石炭事業においては、日本向け輸入取扱シェアトップであるロシア炭やインドネシア炭を中心とした国内向け販売量の拡大を行う一方、2007年に中国に設立した石炭販売会社を通じての中国向け販売およびその他第三国向けの開拓にも注力している。投資事業では、2009年に生産開始された豪州原料炭炭鉱（バーモント炭鉱）につづき、2007年に取得した豪州の大型一般炭炭鉱（ムーラーベン炭鉱）が2010年中の生産開始を予定している。
石油・ガス上流権益事業においては、英国領北海、米国メキシコ湾、カタール、ガボン、エジプト、ブラジルなどの既得権益に加え、米国メキシコ湾大水深における石油開発事業、米国テキサス州陸上タイトガス開発事業、豪州ビクトリア州沖での石油・ガス開発など新規事業にも取り組んでいる。LNG事業においては、すでに生産を開始しているカタールのラスラファンプロジェクトに続き、インドネシア・タングープロジェクトが2009年に生産を開始、2017年10月には、スペインのLNG受け入れ基地への投資を発表した。
合金鉄・レアメタル事業では日本企業トップクラスであり、鉄鋼原料用途などのモリブデン、バナジウム、タングステン、マンガン、クロム、ニッケル、ニオブなどの国家備蓄対象に多くの権益を保有している。
鉄鉱石事業については、ブラジル産鉄鉱石を主体に対日市場の鉄鉱石取扱いでは業界トップクラスであり、日本の製鉄会社とともにブラジルでの鉄鉱石ペレット製造事業や、ベネズエラでの還元鉄事業に出資している。
発電分野では、ベトナム、スリランカを始め世界各地で発電事業会社に参入しており、2010年に入ってからも、サウジアラビア「リヤドPP11」（1,720MW）、オマーン「バルカ3」（744MW）、同「ソハール2」（744MW）の大型案件3件を連続受注した。環境・新エネルギー分野にも注力しており、アメリカ・ドイツで太陽光発電、ナミビアで風力発電事業に参画している。2017年8月、メキシコの大規模太陽光発電事業の参画を発表した。日本企業としてメキシコでの太陽光発電事業の初ケースとなる。
2021年には、2023年までに海外に持つ石油権益を、2050年までに製鉄用の原料炭を含む石炭権益を手放すこと。さらに自社の発電事業についても、2050年までに排出権取引などを通じて二酸化炭素の排出量を実質ゼロにする目標を発表している。

### 化学部門
レアアース事業では、日本企業トップの取扱量を誇り、豪ライナス社と10年に亘って日本の消費量の約3割にあたる年間約8,500トン（±500トン）以上のレアアース製品を長期供給する契約を締結したことは、ニュースや新聞等でも報じられた。
化粧品部門にも注力しており、自社ブランドも持つ。
2017年にはドイツの化学商社大手ソルバディス・ホールディングを買収し、メタノールの供給を強化する方針を示している。

### 生活産業部門
チップ・植林事業ではベトナム・豪州で事業を推進しており、地元の植林会社への融資、苗木の無償配布などの活動を含めると、その面積は65千haになり、ほぼ琵琶湖の面積に達する。また、ベトナムで築いた植林・チップ事業モデルをアフリカのモザンビークに導入しようと、現在準備を進めている。
生活消費財事業では、カジュアルシューズの「Admiral」、アメリカを拠点にグローバル展開するサーフブランド「REEF」やドイツのスーツケース「TITAN」など、市場ニーズを創造する付加価値の高い生活消費財の販売を手掛けている。
NIKE事業では、双日米国会社物資部が1972年のNike社発足当時からのビジネスパートナーであり、トレードファイナンスサービスを提供することで、アジア、南米を中心とした海外ナイキ販売子会社向けグローバルサプライチェーンの一翼を担い、同社の世界展開に協力している。
穀物事業では、伝統的な小麦の輸出国であるアメリカ合衆国・カナダ・オーストラリアに加え、欧州など各国の小麦を年間約3百万トン取り扱っている。2007年6月には、ベトナム製粉大手インターフラワー・ベトナム社の発行済株式の20%を取得。2010年11月末同社の港湾施設が完成し、12月1日にベトナム政府関係者の出席も得て港湾完成記念式典を開催した。
商社として初のマグロの養殖事業にも参入し、2008年9月には、長崎県松浦市に双日ツナファーム鷹島を設立、2010年12月8日よりホンマグロの出荷を開始した。
たばこ事業では、マールボロ、ラーク、フィリップ・モリス、パーラメント、バージニアスリムなどで知られるフィリップモリス社製輸入煙草の独占卸売販売権を所有。
住宅事業では、35年以上の長きにわたり、業界の先駆者として累計約8万戸のマンションを供給してきた。全国4か所で巨大ショッピングモールの運営も行っている。
物流事業では、2017年8月に京セラ子会社と共同でIoTを活用した物流効率化サービスに参入した。
リテール事業では、2021年2月にロイヤルホールディングス株式会社と資本業務提携を締結した。
2024年には、タイの農業プラットフォーム事業に参入した。

### インフラ部門
海外工業団地事業では、ベトナム、インドネシア、インドで工業団地の開発から管理・運営を行っている。ベトナム南部ではロテコ工業団地とロンドウック工業団地、インドネシアジャワ島西部ではグリーンランドインターナショナル工業団地（GIIC）、インド南西部では双日マザーソンインダストリアルパーク（SMIP)を開発している。
2017年7月、トルコのイスタンブールで、大型病院の運営事業に参画することを発表した。2020年5月21日、バシャクシェヒル松桜都市病院として開院。
2017年8月、日本空港ビルデングと共同で初の海外空港運営事業であるパラオ国際空港の空港運営について発表した。

### スポーツ部門
2017年シーズンよりサッカーJリーグに所属するロアッソ熊本のオフィシャルパートナーとして活動している。
当社のラグビー部である双日ブルーアローズは2020年現在関東社会人リーグ1部に所属。

## 沿革
- 1877年 - 日商岩井の前身鈴木商店（神戸市）が発足。
- 1896年 - 日商岩井の前身岩井商店（大阪市）が発足。
- 1892年11月 - ニチメンの前身日本綿花株式会社（大阪市）設立。
- 1912年10月 - 岩井商店が株式会社岩井商店を設立。
- 1928年2月 - 鈴木商店の子会社であった日本商業株式会社が、倒産した鈴木商店の商事部門を引き継ぎ日商株式会社となる。
- 1943年4月 - 日本綿花株式会社が日綿實業株式会社に商号変更。
- 1943年6月 - 株式会社岩井商店が岩井産業株式会社に商号変更。
- 1968年10月 - 日商と岩井産業が合併し日商岩井株式会社（大阪市）となる。
- 1978年2月 - 日商岩井のダグラス・グラマン事件が発覚し、翌日に詳しく話すと言った島田常務が飛び降り自殺。
- 1982年6月 - 日綿實業株式会社がニチメン株式会社（大阪市）に商号変更。
- 2003年4月 - ニチメンと日商岩井が株式移転によりニチメン・日商岩井ホールディングス株式会社(NNHD)を設立。
- 2004年4月 - ニチメンが存続会社となり日商岩井と合併し、（旧）双日株式会社となる。
- 2004年7月 - ニチメン・日商岩井ホールディングス株式会社が双日ホールディングス株式会社に商号変更。
- 2005年8月 - 双日が製作委員会に参加したテレビアニメ第1号作品『強殖装甲ガイバー』を放送（2006年2月まで）。
- 2005年10月 - 双日ホールディングス株式会社が（旧）双日株式会社を合併して、商号を双日株式会社に変更。

## 拠点
本社所在地
東京本社 東京都千代田区内幸町二丁目1番1号
拠点
国内 8拠点 - 東京、大阪、札幌、仙台、名古屋、福岡、長崎、那覇
海外 91拠点 - ニューヨーク、ワシントン、ポートランド、シアトル、ヒューストン、バンクーバー、トロント、リオデジャネイロ、ブエノスアイレス、マドリード、ロンドン、キエフ、モスクワ、イスタンブール、ブダペスト、ハンブルク、デュッセルドルフ、パリ、ミラノ、プラハ、サンクトペテルブルク、北京、上海、天津、大連、ソウル、シンガポール、香港、マニラ、ポートモレスビー、メルボルン、パース、シドニー、オークランド、ラゴス、テヘラン、カイロ、ルアンダ、ヨハネスブルグ、ジェッダ、サナア、マスカット、ドバイ、アルコバール、カサブランカ、トリポリ、バグダッド、アルジェ他

## 双日グループ

### 日本

#### 自動車本部
- 双日オートグループジャパン
- 双日オートグループ大阪
- 双日オートグループ東海（自動車ディーラー）
- 双日オートグループ東京

#### 産業・交通プロジェクト本部
- 双日エアロスペース（宇宙航空）
- 双日ロイヤルインフライトケイタリング（航空機内食）

#### インフラ・ヘルスケア本部
- エルエヌジージャパン（液化天然ガス取引）
- カタール石油開発
- 東京油槽（タンクターミナル）
- 双日テックイノベーション（ITインフラ構築）
- さくらインターネット（クラウドサービス）
- 未来創電斜里小清水（太陽光発電）
- 未来創電津白山株式会社（太陽光発電）
- 未来創電球磨錦町株式会社（太陽光発電）
- 未来創電上三緒株式会社（太陽光発電）
- 双日ミライパワー株式会社（発電所の運営管理）
- 双日佐和田火力株式会社（ディーゼル火力発電）

#### 金属・資源・リサイクル本部
- メタルワン（旧 三菱商事鉄鋼部門+旧 日商岩井鉄鋼部門）
- 日伯ニオブ（ブラジルにおけるニオブ生産企業への投資・管理）
- 双日ジェクト（鋳物・石油・ピッチコークス、炭素繊維製品、黒鉛電極などの輸出入）
- ボルクレイ・ジャパン（米国・中国産ベントナイトの輸入、販売）
- ベルミテック（バーミキュライトの焼成販売）
- 日本積層造形（金属3Dプリンタによる製品製造・販売）

#### 化学本部
- 双日プラネット（旧 ニチメン合樹部門+旧 日商岩井プラスチック+旧 蝶理プラテクノ）
- 双日テクノプラス（旧 エヌアイテクノプラス）
- 北港化学（塗料・インキ用シンナーの製造、加工、販売）
- エヌアイケミカル（化学品油槽施設）
- プラマテルズ（合成樹脂原料・製品・加工機械の販売）

#### 生活産業・アグリビジネス本部
- 双日建材（建築資材等の販売、建設工事の企画・調査・設計・管理・請負など）
- 日商岩井紙パルプ（製紙用原料・出版印刷用紙・板紙・包装用紙などの売買）
- クイニョン植林（植林・チップ）
- 阪神サイロ（穀物倉庫）
- マイベジタブル（生鮮青果物の栽培・販売）
- ヤマザキビスケット（ビスケット・スナック・キャンディ・チョコレートの製造・販売）
- 阪南タンクターミナル（倉庫・動植物油脂のタンク保管、出荷荷役）

#### リテール・コンシューマーサービス本部
- 双日食料（旧 日商岩井食料）
- マリンフーズ（水産加工食品の製造・販売、水産原料の輸入・販売）
- 双日ファッション（綿・化合繊織物生地・ニット生地などの企画・製造・販売）
- 双日新都市開発（旧 双日リアルネット）
- ロイヤルホールディングス（外食・コントラクト・ホテル事業、食品事業の運営）
- JALUX（日本航空から株式を30%取得）
- 双日ツナファーム鷹島（マグロ養殖）
- フジ日本精糖（砂糖の製造・精製・加工・販売）
- 双日食料水産（水産加工品・水産惣菜の製造・販売）
- ミートワン（畜産に関するマーケティング）
- 双日ライフワン（マンション・ビル管理、オフィスレジデンスPM業務、総合生活サポート）
- 双日リートアドバイザーズ（日本リート投資法人の資産運用）
- エフ・イー・シー（ホテルニューオータニ博多・サンセルコビルへの熱供給）
- トライステージ（メディア枠の提供・番組制作、コールセンター運営・物流アドバイスなど）
- 第一紡績株式会社（100%出資の子会社、繊維製品の製造・販売、不動産賃貸、物流倉庫）
- 双日インフィニティ（衣料製品・靴・生活関連商品などの企画・製造・輸出入・販売）
- 双日ロジテック（荷役作業請負、商品の保管、管理）

#### その他
- 双日イノベーション・テクノロジー研究所（新技術の開発・調査・研究・検証・コンサルティング）
- 双日マシナリー（機械専門商社）
- 双日総合研究所（各種調査・コンサルティング）
- 双日インシュアランス（保険会社）
- 双日九州（総合商社）
- 双日シェアードサービス（企業の職能業務の受託・コンサルティング、人材派遣）
- 双日ツーリスト（旅行会社）
- 双日ビジネスサポート（グループ内の人事総務業務などのオフィスサポート）
- 双日ロジスティクス（物流サービス業、陸海空運送取扱業、国際複合一貫輸送）

##### 公式サイトの主要グループ企業ページに記載が無い
この項目は主要グループ企業ページには記載が無い。
- カノークス（日本製鉄グループ）
- エヌアイたばこ（フィリップ・モリスの西日本特約代理店）
- エスジェイジュエリー（旧 ニチメンジュエリー、双日ジュエリー）
- 双日商業開発（商業施設の運営・開発、旧 エヌアイ商業開発株式会社）
- 双日インフィニティ（旧 ニチメンインフィニティ）
- ボルクレイジャパン
- 秋田新都心ビル（秋田拠点センターアルヴェの運営・管理）
- 双日マリンアンドエンジニアリング（旧 日商岩井船舶）
- フジ日本精糖
- ANAビジネスジェット
- GMOモビリティークラウド
- トライステージ

### アメリカ大陸

#### 自動車本部

##### 米国
- Sojitz Automotive Group, Inc.（自動車小売販売、BMW/MINI・Audi）
- Weatherford Motors, Inc.（自動車小売販売、BMW）
- Import Motors, Inc.（自動車小売販売、BMW／MINI）
- Mill Valley Motors, Inc.（自動車小売販売、BMW）
- Import Motors II, Inc.（自動車小売販売、Audi）
- Marin Sunwise Motors, Inc.（自動車小売販売、Subaru）
- Stratosphere Quality, LLC.（品質検査関連サービス）

##### カナダ
- Stratosphere Quality, Inc.（品質検査関連サービス）

##### メキシコ
- Stratosphere Quality Mexico, S. de R.L. de C.V.（品質検査関連サービス）
- Socafi, S.A. de C.V.（自動車のセルフファイナンス）

##### プエルトリコ
- Sojitz de Puerto Rico Corporation（現代自動車の輸入・販売）

##### グァテマラ
- Central Motriz,S.A.（三菱自動車の輸入・販売）

##### ブラジル
- Top Car Veiculos S.A.（自動車小売販売、BMW/MINI・BMW二輪）
- Intercontinental Comércio de Veículos S.A.（自動車小売販売、Audi）

##### アルゼンチン
- Hyundai Motor Argentina S.A.（現代自動車の輸入・販売）

#### 航空産業・交通プロジェクト本部

##### 米国
- Sojitz Aerospace America Corporation（航空・宇宙関連機器・部品・材料の販売）
- Southwest Rail Industries Inc.（貨車リース）

##### グアム
- Phenix Jet International, LLC（ビジネスジェット運航支援）

##### カナダ
- Cad Railway Industries Limited（鉄道車両総合メンテナンス）
- Caltrax Inc.（貨車メンテナンス）

#### インフラ・ヘルスケア本部

##### 米国
- Sojitz Birdsboro LLC（ガス火力発電）
- Sojitz Energy Venture, Inc.（ガス・石油権益）
- Sojitz Kleen LLC（ガス火力発電）

##### チリ
- S4 Chile SpA（チリにおける太陽光発電）

##### メキシコ
- AES Merida Ⅲ S. de R.L. de C.V.（メキシコにおける発電）

#### 金属・資源・リサイクル本部

##### 米国
- Trans World Prospect Corporation（ベントナイト鉱山企業への投資）

##### カナダ
- Cariboo Copper Corporation（ジブラルタル銅・モリブデン鉱山への投資、銅精鉱の対日輸出）

#### 化学本部

##### 米国
- Cymetech Corporation（ジシクロペンダジエンの製造・販売）
- Sojitz Plastics America Inc.（包装資材・合成樹脂原材料・成形機械の販売）
- Metton America, Inc.（メトン樹脂の製造・販売）

##### カナダ
- American Biaxis Inc.（二軸延伸ナイロンフィルムの製造）

#### その他

##### メキシコ
- Sojitz Maruzen Logistics Mexico, S.A. de C.V.（利用運送業・フォワーディング、陸送・海上・航空輸送・複合輸送など）

### 欧州・ロシアNIS

#### 自動車本部

##### ロシア
- Subaru Motor LLC（スバル車の輸入・販売）
- JSC　ISUZU RUS（いすゞトラックの組立・販売）
- Sunrise Group LLC（自動車小売販売、スバル）
- Center Sunrise LLC（自動車小売販売、スバル）

##### ウクライナ
- Subaru Ukraine LLC（スバル車の輸入・販売）

#### 航空産業・交通プロジェクト本部

##### オランダ
- Sojitz Aircraft Leasing B.V.（航空機パーツアウト）

#### インフラ・ヘルスケア本部

##### 英国
- Mirai Power Europe Plc（欧州における再生可能エネルギー関連事業の開発・管理）

##### オランダ
- Alten RE Developments America B.V.（メキシコ太陽光発電事業への投資）
- Sojitz Global Investment B.V.（電力IPP資産の管理）

##### スペイン
- Sojitz Regasificadora S.L.U.（スペインにおけるLNG受入基地事業への投資）

#### 化学本部

##### フィンランド
- Biaxis Oy, Ltd.（二軸延伸ナイロンフィルム製造）

##### ドイツ
- solvadis deutschland gmbh（化学品商社）

#### その他

##### 英国
- Sojitz Global Finance Plc（グループファイナンスを行う金融子会社）

### アジア・オセアニア

#### 自動車本部

##### パキスタン
- Hyundai Nishat Motor (Private) Limited（現代自動車の組立・販売）

##### フィリピン
- JACCS Finance Philippines Corporation（自動車の販売金融）
- Sojitz Fuso Philippines Corporation（三菱ふそう車の輸入・販売）
- Sojitz G Auto Philippines Corporation（吉利汽車の輸入・販売）

##### タイ
- Hyundai Motor (Thailand) Co., Ltd.（現代自動車の輸入、販売）
- Sojitz Automotive Group (Thailand) Co., Ltd.（自動車小売販売、現代）

#### インフラ・ヘルスケア本部

##### インドネシア
- PT. Jawa Satu Power / PT. Jawa Satu Regas（インドネシアにおけるガス火力発電）
- PT.SDI Properties Indonesia（サービスアパートの開発・運営）

##### ミャンマー
- edotco Myanmar Limited（通信タワー）

##### スリランカ
- Sojitz Kelanitissa (Private) Limited（スリランカにおける軽油焚き火力発電）

##### トルコ
- Istanbul PPP Saglik Yatirim A.S.（トルコ病院PPP事業への出資）

##### アラブ首長国連邦
- Sojitz Generation DMCC（電力・水資源、インフラ事業開発）

##### インド
- Motherson Auto Solutions Ltd.（工業団地の開発・運営）

##### インドネシア
- PT. Puradelta Lestari Tbk（住宅・商業・工業団地開発を含む総合都市インフラ開発）

##### ベトナム
- Sojitz Osaka Gas Energy Company Ltd.（天然ガス供給事業）
- Long Duc Investment Co., Ltd.（工業団地の開発・販売・運営、賃貸工場リース）
- The Long Binh Industrial Zone Development LLC（工業団地の開発・運営）

##### マレーシア
- Qualitas Medical Limited（アジア大洋州最大級のクリニックチェーン）

##### 豪州
- PLENARY HEALTH (NFH) HOLDINGS PTY LTD（豪州New Footscray病院 PPP事業会社）

#### 金属・資源・リサイクル本部

##### 豪州
- Sojitz Development Pty. Ltd.（Jellinbah East／Lake Vermont／MDS／Gregory Crinum炭鉱等への投資
- Sojitz Resources (Australia) Pty. Ltd.（アルミナ製造（Worsley PJ）への投資）
- Japan Alumina Associates (Australia) Pty. Ltd.（アルミナ製造（Worsley PJ）への投資）

#### 化学本部

##### インド
- Sanko Svance JRG Tooling India Pvt., Ltd.（車輛向け成型部品用金型の製造）

##### インドネシア
- PT. Kaltim Methanol Industri（メタノールの製造・販売）

##### タイ
- Thai GCI Resitop Co., Ltd.（各種工業用フェノール樹脂の製造・販売）
- Sojitz Automotive Group (Thailand) Co., Ltd.（自動車小売販売、現代）

#### 生活産業・アグリビジネス本部

##### 豪州
- Green Triangle Plantation Forest Company of Australia Pty. Ltd.（植林）

##### フィリピン
- Atlas Fertilizer Corporation（化成肥料の製造・販売、輸入肥料製品の販売）
- Sojitz Asia-Pacific Trading Inc.（食品原料卸売）
- Nippon Premium Bakery Inc.（パンの製造・販売）

##### マレーシア
- Sojitz Forest Products (EM) Sdn. Bhd.（木材・合板販売）

##### ベトナム
- Interflour Vietnam Ltd.（製粉事業、港湾サイロ事業）
- Japan Vietnam Fertilizer Company（化成肥料の製造・販売）
- Kyodo Sojitz Feed Company Limited（双日協同飼料、畜産用配合飼料の製造・販売）
- Saigon Paper Corporation（家庭紙・段ボール原紙の製造・販売）
- Vietnam - Japan Chip Coporation Ltd（木材チップの製造・販売）
- Vietnam - Japan Woodchip Cai Lan Corporation（木材チップの製造・販売）
- Vietnam - Japan Chip Vung Ang Corporation（木材チップの製造・販売）

#### リテール・コンシューマーサービス本部

##### ミャンマー
- Premium Sojitz Logistics Co., LTd（食品・生活消費財の保管・配送）

##### マレーシア
- Sojitz Retail Management Sdn. Bhd.（フードタウン開発運営）
- TSUTAYA BOOKS Malaysia SDN. BHD（商業施設企画、蔦屋書店・TSUTAYA BOOKSTOREのフランチャイザー機能保有会社）

##### ベトナム
- Newland Vietnam Japan Joint Stock Company（四温度帯物流）
- Huong Thuy Manufacture Service Trading Corporation（食品・消費財の輸入・卸販売）
- Japan Best Foods Co., Ltd（日配惣菜・畜肉加工品の製造）
- Ministop Vietnam Company Limited（コンビニエンスストア運営）

##### タイ
- FB Food Service (2017) Co., Ltd.（業務用食品製造・卸売）

### 中国

#### 航空産業・交通プロジェクト本部

##### 香港
- Phenix Jet Hong Kong, Ltd（ビジネスジェット運航支援）

#### 化学本部

##### 深圳
- Japan Super Engineering Plastics（Shenzhen) Co., Ltd.（日超工程塑料（深圳）有限公司、  合成樹脂着色コンパウンド）
- Sojitz Plastics (Shenzhen) Limited（双日塑料（深圳）有限公司、合成樹脂原材料・成形機械の販売）

##### 佛山
- Takagi Auto Parts (Foshan) Co., Ltd.（高木汽車部件（佛山）有限公司、自動車用樹脂部品の製造）

#### リテール・コンシューマーサービス本部

##### 上海
- Sojitz Vancet (Shanghai) Trading Co., Ltd.（双日奔時代（上海）貿易有限公司、中国における服地加工卸売）

##### 大連
- Dalian Global Food Corporation（大連翔祥食品有限公司、マグロ加工）

#### その他

##### 上海
- Sojitz Logistics (Shanghai) Co., Ltd.（双日国際貨運代理(上海)有限公司、利用運送業／フォワーディング、陸送・海上・航空輸送・複合輸送など）

##### 香港
- Sojitz Insurance Brokers (HK) Ltd.（保険ブローカー） 上記以外にグループ企業はあるかもしれないが不明である。

## かつて双日グループだった法人
- 日商LPガス - 旧・日商岩井石油ガス。現在は大阪ガスおよび伊藤忠商事の傘下。
- 総合エネルギー - ニチメンエネルギーと日商岩井石油が合併し双日エネルギーとなる。2013年にコスモ石油の子会社となり商号変更。
- 日本橋梁 - 親会社のオリエンタル白石はみどり会にも加盟。
- 楽天コミュニケーションズ - 旧・フュージョンコミュニケーションズ。のちに東京電力グループを経て楽天・丸紅両社の傘下。
- 三元化成
- ITX - のちにオリンパスグループを経て、現・ノジマ傘下。
- 王子アドバ - 旧・ニチパック。現在は王子ホールディングスの子会社。

## 出資者

### 出資している企業
- アサヒ衛陶
- WOWOW
- 関西ペイント
- みどり会
- 三菱UFJフィナンシャル・グループ
- AIRDO
- ニチリン - 旧・鈴木商店グループ
- 大末建設 - 双日グループがUFJ銀行・大京・セコムらとの支援
- ヤマザキビスケット - ヤマザキパングループ
- メタルアート
- 日本精鉱 - 旧・鈴木商店グループ
- ロイヤルホールディングス
  - 双日ロイヤルインフライトケイタリング（機内食事業。出資比率の関係でロイヤルホールディングスは持分法適用会社に変更）[23]
- ニッポン・インドサリ・コーピンド

## 取引銀行に関する歴史的経緯
- 前身会社の一つ、日商は鈴木商店の流れをくむ企業。十五銀行や第一銀行をメインバンクとし、戦後も第一銀行の「第一原子力グループ」に中核商社として参加。日商岩井となってからも第一勧銀グループの「三金会」メンバーとなるなど、現在のみずほグループとの繋がりがあった。
- 旧・大和銀行が主催する大輪会にも所属しているため、りそな銀行とも一部取引がある。
- なお、日商は、並行メインとして三和銀行とも取引していた。三和銀行と取引のあった商社には、日商のほか岩井産業や日綿実業（のちのニチメン）があった。やがて三和銀行主導で日商岩井が発足。さらに日商岩井とニチメンも、「三水会」[注 1]および「みどり会」のメンバーとなり、オリエントリース（現・オリックス）やジェーシービーに対して共同で資本参加するなど、三和銀行を介して両社の友好関係が生まれていた。双日がUFJグループの商社に位置付けられているのは、この経緯による。

## 外部による評価
- 同社は経済産業省と東京証券取引所から2017年から2024年まで7年連続でなでしこ銘柄に選定されている[30]。
- 厚生労働大臣から子育てサポート企業として2010年・2012年・2015年・2018年にくるみん認定、2021年にプラチナくるみん認定をされている[31]。
- 経済産業省によって2019年、2022年度に健康経営優良法人、2018年、2020年、2021年、2023年、2024年度に健康経営優良法人（ホワイト500）に認定されている[32][33]。
- 経済産業省と東京証券取引所によって2021年、2024年度に健康経営銘柄に選定されている[34]。

## その他
- 同社の前身である日商岩井とニチメンはともに19世紀末からの歴史を持ち、機械・綿製品の輸出入などに強い商社として存在してきた。一方、1979年に日商岩井で航空自衛隊のアメリカ製航空機購入を巡るダグラス・グラマン事件により当時の副社長が逮捕され、翌年に執行猶予付きの有罪判決が確定したこともあった。
- 両社ともバブル経済の崩壊にともない多額の不良債権を抱えていた。ニチメン・日商岩井の合併が間近となった2004年3月時点で、有利子債務は両社合計で1兆5000億円に達していた[35]。当時は、UFJ銀行をメーン銀行とする日商岩井、豊田通商、トーメン、ニチメンの4社大合併という案もあったが、実現はしなかった（なお、豊田通商とトーメンは2006年に合併）。投資格付けにおける等級も引き下げられ、「生き残りに迫られた弱者連合」との批評を受けるなかで発足した「双日」であったが、社長に就任したニチメン出身の土橋昭夫のもと、事業再編成や人員削減などを含む中期経営計画を実行。資本準備金の取り崩しによる約5700億円の損失金処理などで経営環境を改善した結果、中期経営計画が達成されたと発表し、新たな中期経営計画として2006年4月に「New Stage 2008」を発表した。
- 2006年5月、野村証券を買い受け先とする総額3000億円のMSCBを発行。この額は発表時の同社時価総額を上回った。
- 2007年4月1日、3年間にわたり社長を務めたニチメン出身の土橋昭夫が代表権を持つ会長に就任し、旧日商岩井出身の加瀬豊が副社長から社長に昇格した[36]。
- 2007年12月、優先株の一掃、復配、投資適格級格付け取得の会社再生の3点セットを達成した。
- 2012年4月1日、中期経営計画「Shine-2011」完了に伴い、代表取締役社長CEOに日商岩井出身の佐藤洋二が就任、前社長加瀬豊は代表取締役会長に、前会長土橋昭夫は取締役（同年6月に特別顧問に退く）に異動[37]。

## 関係する人物
- 内田誠（日産自動車社長）
- 大田義実（元VAIO社長、企業再建家）
- 小川善美（インデックス〈旧法人〉社長）
- 高乗正行（チップワンストップ創業者・社長、アロー・エレクトロニクス・ジャパン会長）
- 田鎖郁男（エヌ・シー・エヌ創業者・社長）
- 柴田紳（ネットプロテクションズホールディングス創業者・社長）
- 下坂藤太郎（日商初代社長）
- 高畑誠一（日商初代会長）
- 速水優（日銀理事を経て日商岩井の専務取締役、社長、会長を歴任、のちに日銀総裁）
- 本田博人 - キャタピラージャパン共同代表執行役員、日本キャタピラー代表職務執行者社長・CEO、日本建設機械工業会会長
- 宮内義彦（オリックス会長兼CEO。旧・日綿實業出身。オリックス（当時は、オリエントリース）は、旧日綿實業→旧・ニチメン主体となって設立されており、宮内は設立メンバーとして関わっていた）
- 吉崎達彦（双日総合研究所取締役副所長、同社主任エコノミスト）
- 古田陽久（世界遺産総合研究所所長）
- 脇田珠樹（セブン＆アイ・ホールディングス最高戦略責任者、ニッセンホールディングス社長、シャディ会長）